# Alzheimer Catalunya
Alzheimer Catalunya és una entitat per a la cura de persones amb demència, creada el 1988 i convertida en fundació privada el 2003.
El 2018 va rebre la Creu de Sant Jordi. pel seu compromís i dedicació al coneixement de l'Alzheimer durant trenta anys de trajectòria. La seva aportació per entendre el procés evolutiu de la malaltia ha contribuït a millorar la qualitat de vida de les persones amb aquest tipus de demència. Des de la Fundació s'ofereixen eines essencials per saber-la gestionar, com ara l'acompanyament, l'assessorament, la tutela i la formació, adreçades tant a les persones afectades com a familiars i professionals.